# Amagasaki
Amagasaki (Japans: 尼崎市, Amagasaki-shi) is een stad in de Japanse  prefectuur Hyogo. In 2020 telde de stad 459.593 inwoners. Amagasaki maakt deel uit van de metropool Groot-Osaka.

## Geschiedenis
De stad werd op 1 april 1916 gesticht. Op 1 april 2009 verkreeg Amagasaki het statuut van kernstad.

## Partnersteden
- Augsburg, Duitsland sinds 1959
- Anshan, China sinds 1983

## Geboren
- Ritsu Doan (1998), voetballer

Steden:
Aioi · Akashi · Ako · Amagasaki · Asago · Ashiya · Awaji · Himeji · Itami · Kakogawa · Kasai · Kato · Kawanishi · Kobe (hoofdstad) · Miki · Minamiawaji · Nishinomiya · Nishiwaki · Ono · Sanda · Sasayama · Shiso · Sumoto · Takarazuka · Takasago · Tamba · Tatsuno · Toyooka · Yabu

Districten:
Ako · Ibo · Kako · Kanzaki · Kawabe · Mikata · Sayo · Taka
Gemeenten per district
Akita · Amagasaki · Aomori · Asahikawa · Fukuyama · Funabashi · Gifu · Hakodate · Higashiosaka · Himeji · Iwaki · Kagoshima · Kanazawa · Kashiwa · Kawagoe · Kōchi · Koriyama · Kurashiki · Kurume · Maebashi · Matsuyama · Miyazaki · Morioka · Nagano · Nagasaki · Nara · Nishinomiya · Ōita · Okazaki · Otsu · Sagamihara · Shimonoseki · Takamatsu · Takasaki · Takatsuki · Toyama · Toyohashi · Toyonaka · Toyota · Utsunomiya · Wakayama · Yokosuka